# Brunei FA Cup 2015
Der Brunei FA Cup 2015, auch bekannt als DST FA Cup, war die 9. Saison eines Ko-Fußballwettbewerbs in Brunei. Das Turnier wurde vom National Football Association of Brunei Darussalam organisiert. Das Turnier endete mit dem Finale am 19. Dezember 2015. Titelverteidiger war der MS ABDB.

## Halbfinale
| Datum             |             | Ergebnis |         |
| ----------------- | ----------- | -------- | ------- |
| 15. Dezember 2015 | Indera SC   | 4:1      | IKLS FC |
| 16. Dezember 2015 | Tabuan Muda | 1:2      | MS ABDB |

## Finale
| Datum             |         | Ergebnis |           |
| ----------------- | ------- | -------- | --------- |
| 23. Dezember 2016 | MS ABDB | 3:2      | Indera SC |

| Sieger Brunei FA Cup 2015 |
| MS ABDB                   |